# Andrzej Duboniewicz
Andrzej Duboniewicz (ur. 1948 w Szczecinku) – polski pisarz.
Od połowy lat 70. pracował w Kopalni Borynia w Jastrzębiu-Zdroju.
W czasie Górniczych Dni Kultury Jastrzębia-Zdroju w 1978 zadebiutował literacko reportażem o mieście, który jednak nie został opublikowany. Za swój debiut literacki i prasowy uważa rok 1983, gdy na łamach gazety dwutygodniowej Twórczość Robotników w Warszawie ukazała się jego humoreska Żona jak anioł.

## Książki
- Dębowy krzyż -tom prozy(1995)
- Przerwany sen -mini-powieść(1996)
- Węgielkowe baje-zbiór opowiadań dla dzieci (1998)
- Niewolnik ciemności-tomik wierszy (1999)
- Pod kamiennym niebem-tomik wierszy (1999)